# Propaganda por el hecho
La llamada «propaganda por el hecho» (o «propaganda por el acto») es una estrategia de propaganda anarquista basada en el supuesto de que el impacto de una acción genera más repercusiones, obtiene más relevancia y, por tanto, es mucho más eficaz que la simple palabra para despertar las energías rebeldes del pueblo. Así pues, la «propaganda por el hecho» implica predicar con el ejemplo. Su puesta en práctica buscaba elevar un conflicto latente al grado de conflictividad explícita, generando un elevado grado de incertidumbre social que obligue a la mayoría a salir de su indiferencia y adoptar posturas distintas para resolver el conflicto.
La «propaganda por el hecho» incluye acciones que van desde la ocupación de un terreno o inmueble, hasta el tiranicidio o ataques contra quienes son considerados poderosos y/o represores. Este tipo de atentados violentos ha sido denominado generalmente como «terrorismo anarquista», y por su relevancia y cantidad ha terminado alterando el significado popular de la expresión «propaganda por el hecho» hasta convertirlo en sinónimo de terrorismo y violencia.
El influyente teórico anarquista Piotr Kropotkin (1842-1921) apoyó la «propaganda por el hecho» afirmando que «un acto puede, en unos pocos días, hacer más propaganda que miles de panfletos». Sin embargo, él y otros pensadores comenzaron a albergar dudas sobre la eficacia de las formas violentas de esta táctica a finales del siglo XIX: «Una estructura basada en siglos de historia no puede ser destruida con unos cuantos kilos de explosivos», opinó Kropotkin en el periódico La Révolte.

## Historia del concepto
La «propaganda por el hecho», en el ámbito del movimiento anarquista, fue formulada por primera vez en 1876 por los anarquistas italianos Errico Malatesta y Carlo Cafiero, en un artículo del Boletín de la Federación del Jura en el que afirmaban: 

El hecho insurreccional destinado a afirmar los principios socialistas mediante la acción es el medio de propaganda más efectivo y el único que sin engañar y corromper a las masas puede penetrar hasta las capas sociales más profundas y atraer las fuerzas vivas de la Humanidad a la lucha mantenida por la Internacional.

La idea vertida por Malatesta y Cafiero no contemplaba los atentados individuales, sino que hacía referencia a la alteración del orden colectivo: manifestaciones, motines, e incluso, alzamientos.[cita requerida] Lo esencial de esta propuesta era que solo la palabra no era suficiente para conmover al grupo, entendido este como la sociedad. Estas ideas dieron pie, sobre todo durante los últimos años del siglo XIX, a la realización de toda una serie de atentados que sí lograron sembrar el desasosiego, consiguiendo atraer la atención y evitando que su «desviación» se minimizara o descalificara. 

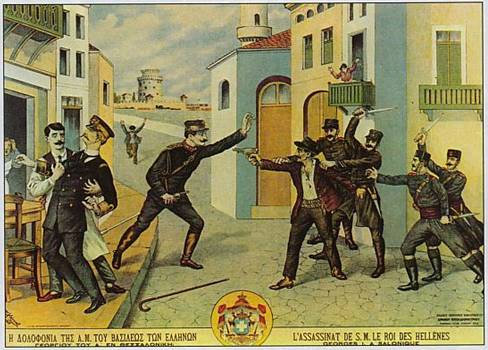
Postal que reproduce la escena del asesinato del rey griego Jorge I por el anarquista Alekos Schinas el 18 de marzo de 1913.

El término fue popularizado por Paul Brousse (1844-1912), un joven médico francés, en un artículo titulado «Propaganda por el hecho» («Propagande par le fait», en francés) publicado en agosto de 1877, donde analiza el levantamiento obrero de la Comuna de París y otros movimientos revolucionarios como buenos ejemplos de lo que debe ser la acción revolucionaria basada en el principio de «propaganda por el hecho».
Uno de los más fervientes defensores de dicha estrategia fue Johann Most, quien alababa estos actos debido a la gran resonancia que tenía entre las masas. Fue así como también se le denominó «Dynamost», debido a su método preferido de atentado, la dinamita, si bien nunca estuvo claro si se involucró directamente en alguno.
Entre 1890 y 1900 tuvo lugar un periodo de terrorismo anarquista a nivel mundial. Muchos artistas y escritores compartían estos atentados, ya que según ellos conmover, enfurecer y expresar la propia protesta era la única cosa que podía hacer cualquier hombre sensible y honrado.[cita requerida] En España, los atentados se iniciaron tras la represión sufrida por las organizaciones anarquistas, cuya ilegalización y persecución forzó a sus militantes a actuar en la clandestinidad y les impulsó a llevar a cabo este tipo de actos violentos.
En gran parte, la «propaganda por el hecho» se relaciona con la ola de atentados individuales realizados contra monarcas y demás jefes de Estado a finales del siglo XIX e inicios del siglo XX, a manera de magnicidio, regicidio o tiranicidio. En su tiempo estas acciones terroristas, que en un principio solo fueron formalmente desaconsejadas, llegaron finalmente a ser repudiadas por la gran mayoría del movimiento anarquista por los excesos que se llegaron a cometer; habiéndose dado en ocasiones asesinatos a personajes que no detentaban ni tenían relación con el máximo poder político, por la falta de proyección de las acciones cometidas, y porque obstruía el trabajo metódico de las organizaciones anarquistas, siendo motivo para la represión de estas por parte de los Estados.

## Regicidios y otros asesinatos
Numerosos cabezas de estado fueron asesinados entre 1881 y 1914 por anarquistas, tanto en atentados individuales como provocando en ocasiones gran cantidad de víctimas inocentes. A saber:
- 11 de mayo de 1878. Fallido intento de asesinato por parte de Max Hödel contra el Kaiser Guillermo I.
- Agosto de 1878. Sergey Kravchinsky apuñala hasta la muerte al general Nikolai Mezentsov, cabeza de la tercera sección de la caballería del zar como respuesta a la ejecución de Ivan Kovalsky.
- 25 de octubre de 1878. Primer atentado contra Alfonso XII, rey de España, del que resulta ileso.
- 17 de noviembre de 1878. Fallido intento de asesinato por parte de Giovanni Passannante contra el rey de Italia Humberto I.
- Febrero de 1879. Grigori Goldenberg asesina a tiros al gobernador de Járkov.
- Abril de 1879. Alexander Soloviev dispara al zar Alejandro II, pero falla en su asesinato; se trata del segundo atentado contra la vida del zar.
- 30 de diciembre de 1879. Segundo atentado contra Alfonso XII, del que también sale ileso.
- 1880. Stepan Khalturin detona una bomba en el palacio de invierno: mueren ocho soldados y hay cuarenta y cinco heridos. En referencia al invento de la dinamita unos años atrás en 1862, el historiador Benedict Andersen declara: «Ahora el invento de Nobel ha hecho su entrada en la política».
- 1° de marzo (Calendario Juliano) de 1881. El zar Alejandro II es asesinado con una bomba por Narodnaya Volya, grupo político no anarquista.
- 23 de julio de 1892. Alexander Berkman intenta asesinar al industrial Henry Clay Frick en reacción al asesinato de trabajadores por la Agencia de detectives Pinkerton durante un asalto.
- 9 de diciembre de 1893. Auguste Vaillant lanza una bomba con metralla en la Asamblea Nacional de Francia, sin lograr una sola muerte pero dejando un herido. Es sentenciado a muerte y ejecutado en la guillotina el 4 de febrero de 1894. Sus últimas palabras son: «¡Muerte a la sociedad burguesa y larga vida al anarquismo!».
- 12 de febrero de 1894. Émile Henry coloca una bomba en el Café Terminus matando a una persona e hiriendo a veinte. Durante su juicio declaró: «No hay inocentes entre los burgueses». Este acto es raro, ya que no se elige como blanco de un ataque a una personalidad.
- 24 de junio de 1894. Sante Geronimo Caserio apuñala a muerte al presidente francés Sadi Carnot como venganza por las ejecuciones de Auguste Vaillant y Emile Henry. Caserio es ejecutado en la guillotina el 15 de agosto.
- 3 de noviembre de 1896. En Patras, el zapatero anarquista griego Dimitris Matsalis ataca con un cuchillo a dos figuras prominentes de la ciudad: mata al banquero Dionysios Fragkopoulos y hiere gravemente al comerciante Andreas Kollas.
- 8 de agosto de 1897. Michele Angiolillo asesina al primer ministro español Antonio Cánovas del Castillo, figura clave en la caída de la Primera República Española.
- 10 de septiembre de 1898. Luigi Lucheni mata a puñaladas a Isabel de Baviera, emperatriz consorte de Austria y reina de Hungría por su matrimonio con el emperador Francisco José I.
- 29 de julio de 1900. Gaetano Bresci asesina al rey italiano Umberto I de un disparo.
- 6 de septiembre de 1901. Leon Czolgosz asesina de un disparo a William McKinley, presidente de los Estados Unidos. Es ejecutado en la silla eléctrica el 29 de octubre.
- Octubre de 1902. Gennaro Rubino intenta asesinar al rey de los belgas Leopoldo II.
- 31 de mayo de 1906. El anarquista catalán Mateo Morral intenta asesinar al rey español Alfonso XIII de España y Victoria Eugenia de Battenberg tras su boda, provocando la muerte de treinta víctimas inocentes.
- 14 de noviembre de 1909. El ucraniano Simón Radowitzky asesina al político y militar argentino Ramón Falcón con una bomba casera.
- 14 de septiembre de 1911. Dmitri Bogrov dispara y asesina al primer ministro ruso Pyotr Stolypin.
- 12 de noviembre de 1912. El anarquista español Manuel Pardiñas asesina al primer ministro español José Canalejas en Madrid.
- 18 de marzo de 1913. Aléxandros Schinás asesina al rey griego Jorge I de Grecia.
- 14 de diciembre de 1914. Antonio Ramón Ramón intenta matar al general chileno Roberto Silva Renard apuñalándolo por la espalda para vengar a su medio-hermano que había muerto tras la Matanza de la Escuela Santa María de Iquique.
- 24 de noviembre de 1917. Atentado contra el Departamento de Policía de Milwaukee: nueve policías muertos.
- Abril a junio de 1919. Serie de sucesos en Estados Unidos:
  - 28 de abril - El alcalde de Seattle recibe una bomba casera por correo.
  - 29 de abril - Un sirviente del senador Thomas W. Hardwick pierde ambas manos y sufre quemaduras junto con su esposa debido a un artefacto explosivo.
  - 30 de abril - Se descubren 16 bombas.
  - 2 de junio - Carlo Valdinoci intenta volar la casa del abogado Mitchell Palmer, pero se mata a sí mismo en el intento.
  - 3 de junio - Un vigilante nocturno, William Boehner, es asesinado en Nueva York por una bomba colocada en los juzgados.
- 16 de septiembre de 1920. En el llamado Atentado de Wall Street murieron 38 personas y resultaron heridas 400. Anarquistas asociados con Luigi Galleani son señalados como responsables del acto.
- 8 de marzo de 1921. Tres anarquistas asesinan a tiros al jefe del gobierno español Eduardo Dato desde una motocicleta en la Puerta de Alcalá, Madrid.
- 1922. Gustave Bouvet intenta asesinar al presidente francés Alexandre Millerand.
- 1926. Sholom Schwartzbard asesina a Simon Petliura, cabeza del gobierno popular ucraniano en el exilio en París.
- 1926-1928. Varios bombardeos en Argentina son perpetrados por el anarquista italiano Severino Di Giovanni, como parte de una campaña internacional en apoyo a Sacco y Vanzetti y contra el gobierno fascista de Italia.